# نقی معمولی
نقی معمولی شخصیتی داستانی در مجموعهٔ تلویزیونی ایرانی پایتخت است که از شبکه ۱ سیما پخش شده است. محسن تنابنده، طراح و بازیگر این نقش و یکی از شخصیت‌های اصلی این مجموعه است.
محسن تنابنده اظهار داشته که شخصیت نقی معمولی را با برداشت از خلق و خوی و شخصیت پسر خاله‌اش بازی کرده است. همچنین افزود که خانوادهٔ خالهٔ وی، اهل بندرگز در استان گلستان بوده و تنابنده با فرهنگ و گویش مردم مازندرانی، به‌ویژه اهالی استان گلستان، آشنایی داشته است.

## ویژگی‌ها
نقی معمولی، مردی خانواده‌دوست و خستگی‌ناپذیری است. او گاهی خودخواه و گاهی مغرور است؛ بعضی‌وقت‌ها هم با زرنگ‌بازی می‌خواهد صاحب موقعیت بهتر باشد. نقی یک خط درمیان با پسرخاله‌اش، ارسطو عامل، درگیر است و نسبت به هما، همسرش، حس رقابت دارد، اما آنقدر عاشق همسرش است که این رقابت‌جویی، خطر جدی برای زندگی‌شان نیست.
نقی معمولی به خاطر خانواده‌اش در راه هر هدفی، تلاش می‌کند، تا جای ممکن می‌جنگد و کم نمی‌آورد. او در کنارش خانواده‌ای ایستاده که به او علاقه‌مند است و همسری که دائم، اعتماد به نفسش را تقویت می‌کند.
ظاهر او با موهای فر و سبیل کامل می‌شود. شجاعت، غیرت، خستگی‌ناپذیری و خانواده‌دوستی از صفات بارز نقی است.

## زندگی

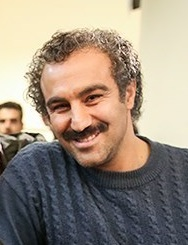
نقی معمولی در فصل سوم

نقی پسر پنجعلی معمولی و لیلا جویباری است. او یک برادر به نام تقی و یک خواهر به نام فهیمه دارد. او در ابتدا طاهره، دختر محمود نقاش را دوست داشت و خواستگار وی بود، اما پس از آشنا شدن با هما، با وی ازدواج کرد. او دو دختر دوقلو به نام‌های سارا و نیکا و پسرخوانده‌ای به نام سالار دارد، همچنین یک پسر دیگر هم داشت که جنین بود که در تصادف با ماشین ارسطو در فصل ۵ جان خود را از دست داد. از تکیه کلام‌های معروف او می‌توان به (فقط بزارین برم من، ایشه[وقتی عصبانی می‌شود] مگه داریم! مگه میشه!، دست بندازم این دهنه ره جر بدم، من نوکرتم، فدایی داری، جان حاجی حاجی فدات شه، خوش گلدین) اشاره کرد وی در ابتدا گچ‌بر بود و در فصل دوم، در جابه‌جایی گل‌دسته فعالیت می‌کرد. در فصل سوم در مسابقات جهانی کشتی پیشکسوتان شرکت کرد و قهرمان شد. همچنین در فصل پنجم، نگهبان مغازه و در فصل ششم، رانندهٔ نماینده مجلس (حاج آقا مالکی) بوده است، اما در جریان حمل مواد مخدر توسط ارسطو، با خودروی مجلس، از کار اخراج و به پرورش ماهی قرمز مشغول شد.

### فصل ۲
نقی در فصل ۲، در گنبد و گل‌دسته‌سازی کار می‌کند و سر موضوعی، با صاحب‌کارش، آقای فروردین دعوا می‌کند و اخراج می‌شود، اما دوباره بازمی‌گردد و نقی، همراه ارسطو، هما و دوقلوهایش، یک گنبد گل‌دسته را به‌قشم می‌برد.

### فصل ۳
نقی در فصل ۳، در جریان عروسی ارسطو سقف خانه‌اش خراب شده و او و خانواده‌اش مجبور می‌شوند مدتی را در خانهٔ بهبود و فهمیه زندگی کنند. او در مسابقات کشوری پیشکسوتان شرکت می‌کند، اما در فینال شکست می‌خورد، اما رقیبش، قبل از مسابقات جهانی مصدوم می‌شود و نقی جای او کشتی می‌گیرد و مدل طلا را به‌دست می‌آورد.
فصل ۴
نقی در فصل ۴ در خانهٔ ارسطو، پسر خاله‌اش، زندگی می‌کند و با هان و چی (برادر زن‌های ارسطو)، همیشه دعوا دارد و سر مسئلهٔ خانهٔ خواهرش، فهیمه، با هما همیشه دعوا دارد و غیرقانونی، به همراه تعدادی، آن خانه را می‌سازند اما در نهایت، خانه تخریب می‌شود.

### فصل ۵
نقی در فصل ۵، در تصادف با ماشین ارسطو، خسارات زیادی می‌بیند و چشم چپ او دچار مشکل می‌شود و با ارسطو قهر می‌کند، اما ارسطو، او را به همراه خانواده‌اش به ترکیه می‌برد. در ترکیه، مهمت، کشتی‌گیری ترکی که دوست نقی بود، او را می‌بیند. نقی و خانواده‌اش سوار بالن می‌شوند، اما بالن، به سمت سوریه سقوط می‌کند و در سوریه، با داعش می‌جنگند و در نهایت از سوریه، فرار می‌کنند.

### فصل ۶
در فصل ۶، نقی بعد از ازدست دادن پدر خود، بابا پنجعلی، راننده و محافظ شخصی یک نمایندهٔ مجلس به نام مالکی می‌شود و همچنین در یک سفر حج به نیت پدرش شرکت می‌کند؛ اما در جریان حمل مواد مخدر با ماشین نقی (که ارسطو مقصر آن بود) شغل خود را از دست می‌دهد. همچنین در سال بعد به خاطر مرگ پدر هما که بر اثر بیماری کووید ۱۹، به دلیل آن که بیماری از نقی به پدر هما منتقل شده بود متهم به قتل غیرعمد می‌شود اما به قید وثیقه آزاد شده و به کار پرورش ماهی قرمز مشغول می‌شود.

### فصل ۷
در فصل هفتم، نقی و هما یک پسر بچه به نام سالار را به سرپرستی گرفته‌اند تا تنها نباشند. ارسطو در این فصل یک کمپر لوکس دارد و با یک زن اصفهانی به نام شهربانو تقی‌پور (شری) ازدواج کرده است. نقی معمولی مربی کشتی شده و یک پاشگاه تاسیس کرده است. همچنین به خاطر یک آنفولانزا دچار سکته حلزونی می‌شود و شنوایی‌اش را از دست می‌دهد و مجبور می‌شود از سمعک استفاده کند، ولی در قسمت دوم ناگهان شنوایی او برمی‌گردد اما از این کار سوءاستفاده می‌کند تا برنده زمین بشود.

## جوایز و افتخارات
جوایزی که محسن تنابنده برای بازی در نقش نقی معمولی دریافت کرده است:
- برندهٔ تندیس بهترین بازیگر کمدی مرد برای مجموعه تلویزیونی پایتخت ۶ از بیستمین دوره جشن دنیای تصویر (جشن حافظ) (۱۳۹۹)[۸]
- برندهٔ تندیس بهترین بازیگر مرد برای مجموعه تلویزیونی پایتخت ۴ از نظرسنجی سه ستاره (۱۳۹۵)[۹]
- برندهٔ تندیس بهترین بازیگر مرد برای مجموعه تلویزیونی پایتخت از جشنواره جام‌جم (۱۳۹۱)[۱۰]
- نشریهٔ دنیای تصویر، نقش نقی معمولی را جزء ۱۰۰ نقش ماندگار تاریخ سینما و تلویزیون ایران انتخاب کرد.[۱۱]